# August von Kotzebue
August Friedrich Ferdinand von Kotzebue (IPA: /ˈaʊgʊst fɔn ˈkɔtsəbu/), född 3 maj 1761 i Weimar, död 23 mars 1819 i Mannheim, var en tysk dramatiker och romanförfattare, som långa tider levde i Ryssland. Han var far till den ryske världsomseglaren Otto von Kotzebue och målaren Alexander von Kotzebue.
Kotzebue var en mycket produktiv författare och hans känslosamma dramer och romaner var mycket populära i hans samtid. Han var dock kritisk mot romantikerna och blev inte uppskattad inom den kulturella eliten runt Goethe. Han angrep också Napoleon I i tidskriftsartiklar. Inte bara hans dramer utan även hans person tycks ha rört upp känslor. Frisinnade studenter betraktade honom som en avfälling. August von Kotzebue mördades 1819 av Karl Ludwig Sand, som var en militant medlem av Burschenschaft. Avsikten var kanske att hjälpa liberalismen genom att mörda en konservativ, men resultatet blev det omvända. Skräcken som mordet framkallade ledde till att tio tyska stater inom Tyska förbundet vid överläggningar i Karlsbad den 6–31 augusti samma år fattade de så kallade Karlsbadbesluten, som den 20 september 1819 bekräftades av tyska förbundsdagen. Besluten innebar skärpt censur och övervakning av studenternas politiska hållning. Besluten upphävdes först den 2 april 1848.
Nordisk familjebok uppgav 1884 att av Kotzebues 219 dramatiska arbeten hade över 100 uppförts i Sverige och många av dem gavs i upp till 100 föreställningar, men redan på 1860-talet hade hans popularitet avklingat. Han ska ha påverkat Carl Lindegren (1770–1815) och även Adam Oehlenschläger.

## Levnad
August Kotzebue var son till en högre ämbetsman och studerade juridik vid universiteten i Jena och Duisburg, där han tog examen 1780. En kort tid var han sedan advokat i Weimar. Genom kontakter blev han 1781 sekreterare åt generalguvernören von Bauer i Sankt Petersburg, som även var direktör för stadens tyska teater. Kotzebue avancerade 1783 till assessor vid översta domstolen i Reval (nuvarande Tallinn) och gifte sig. Två år senare blev han adlad och utnämnd till president i Estlands guvernementsmagistrat. Han grundade en sällskapsteater i Reval, för vilken han skrev äktenskapsdramat Menschenhass und Reue (1789; De okände, eller Verldsförakt och ånger, 1791).
På grund av försvagad hälsa lämnade han Ryssland för en tid, var 1798 hovteaterdiktare i Wien och försökte därefter i Weimar förgäves att komma in i Goethes krets. När han i april 1800 passerade ryska gränsen, blev han av okänd anledning häktad och sänd till Sibirien, där han vistades fyra månader. Detta har han skildrat i boken Das merkwürdigste Jahr meines Lebens (1801). När tsar Paul läst boken, blev Kotzebue benådad och utnämndes till direktör för tyska hovteatern i Petersburg samt erhöll ett gods i förläning. Efter mordet på tsar Paul återvände Kotzebue till Tyskland och slog sig ner i Berlin.
I Merkels tidskrift Der freimütige (1803–1807) skrev Kotzebue artiklar som angrep romantikerna och Goethe och även Napoleon.
1813 blev Kotzebue rysk generalkonsul i Königsberg och 1816 anställdes han i ryska utrikesdepartementet. Från Weimar sände han underrättelser om tillståndet i Tyskland. Han flyttade 1818 till Mannheim, där han påföljande vår blev mördad.